# 徳融寺 (奈良市)
徳融寺（とくゆうじ）は、奈良県奈良市鳴川町25にある融通念仏宗の寺院。山号は豊成山。

## 歴史
かつては高林院と号する元興寺の塔頭であり、真言宗に属した。天正18年（1590年）に現在地に移転し、寛文7年（1667年）に休岸上人によって堂宇が整備された。右大臣藤原豊成の旧宅跡に建築されたとされる。豊成の娘・中将姫はこの地で生まれ育ったという伝説があり、継母により折檻された場所と伝わる「虚空塚」や「雪責の松」が敷地内に残っている。境内の墓地には豊成と中将姫を祀った二基の石塔が存在する。『奈良県史』によると、これらは同じく中将姫所縁の高林寺に伝わっていたもので、延宝5年（1677年）に徳融寺に移転したとされている。

## 文化財
- 阿弥陀如来立像 - 本尊[5]、木造、鎌倉時代。もとは北条政子が念持仏としていた[5]もの。
- 子安観音立像 - 木造、伝平安時代
- 薬師如来坐像 - 木造、伝平安時代
- 徳融寺毘沙門堂 - 奈良市指定文化財・建造物（平成8年4月11日指定）
- 木心乾漆仏断像 - 奈良時代 [3]

## アクセス
- 近鉄奈良駅よりバスで北京終にて下車し、北へ徒歩およそ130m。[3]

## 写真

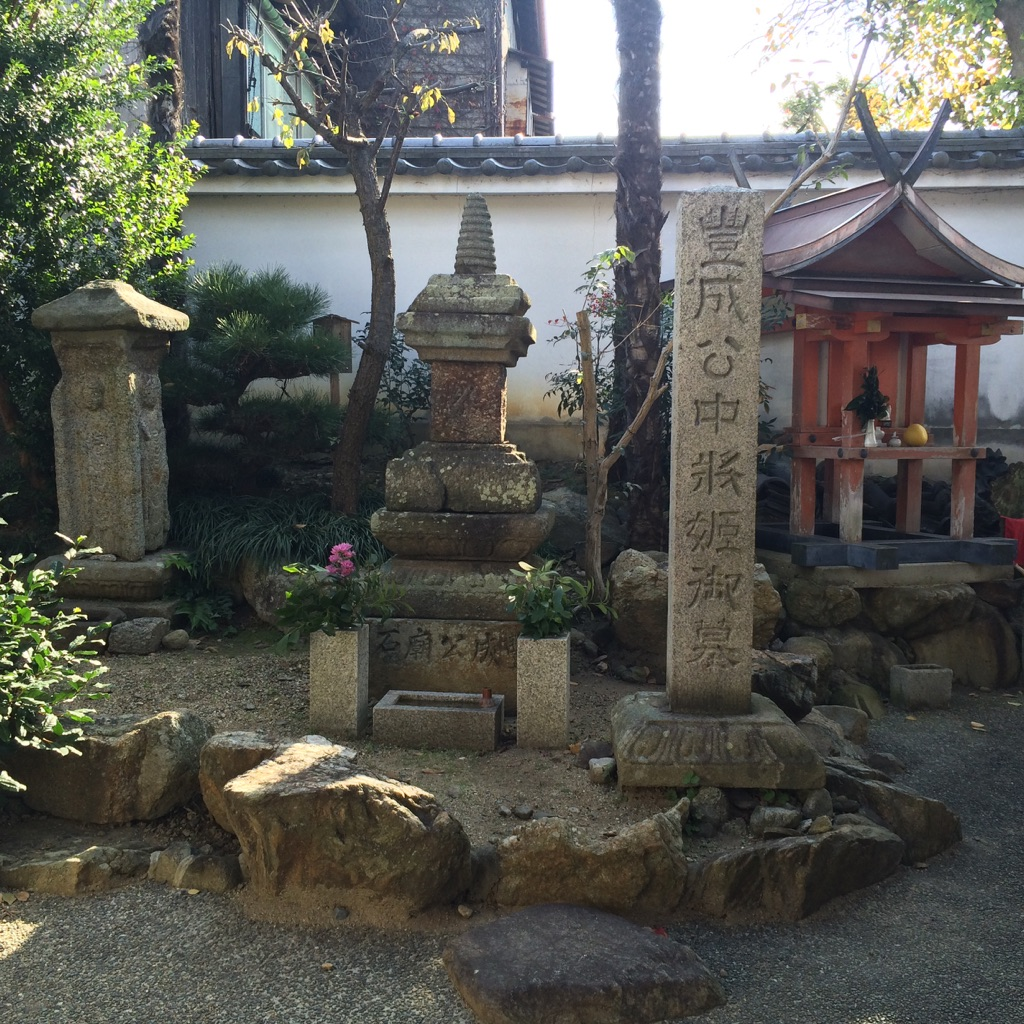
豊成公中将姫御墓
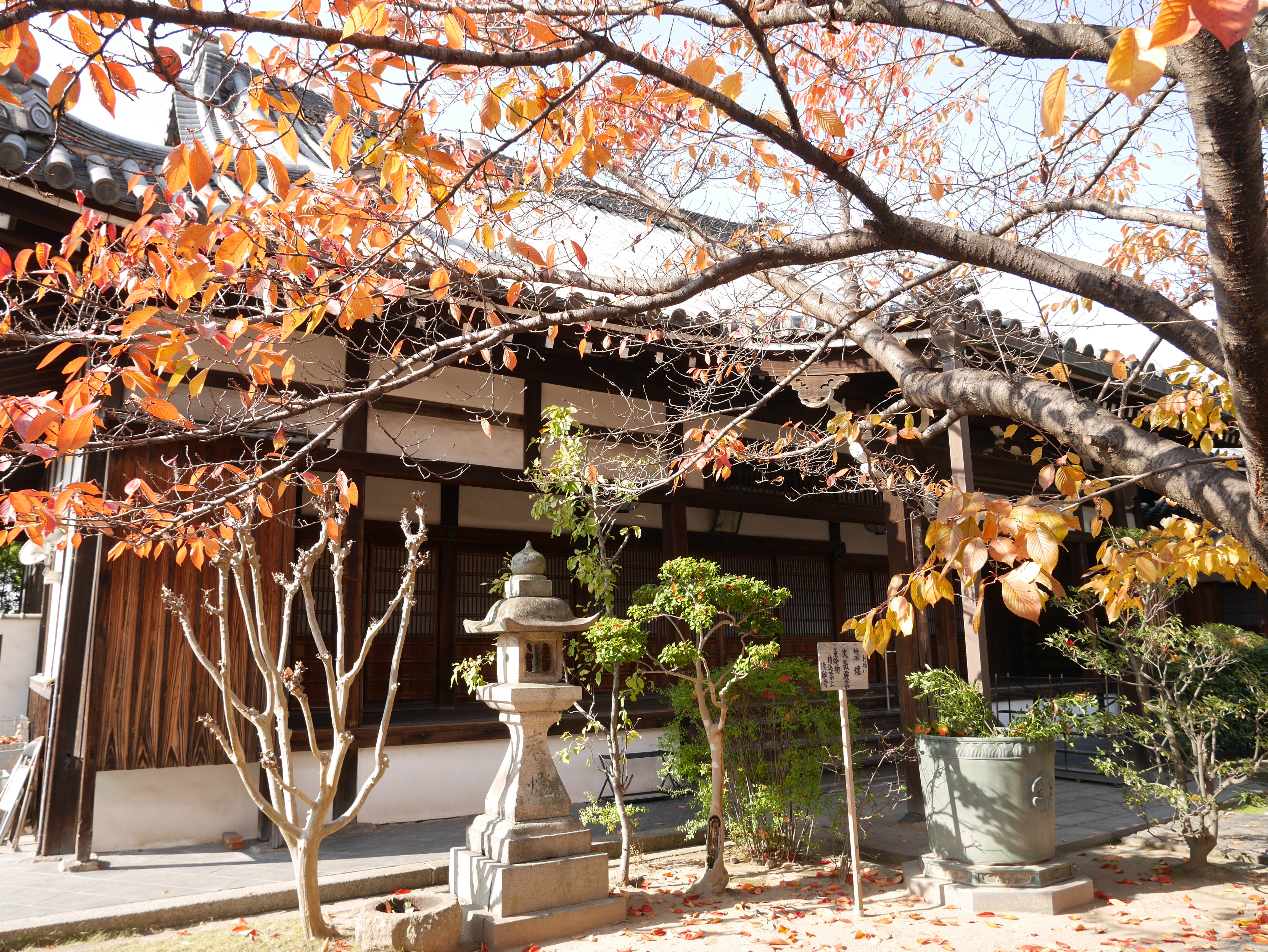
徳融寺の紅葉